# CBS Broadcast Center
El CBS Broadcast Center es una instalación de producción de radio y televisión ubicada en la ciudad de Nueva York. Es el principal centro de producción de la costa este de CBS, similar al CBS Studio Center en Los Ángeles como el centro de la costa oeste. El Broadcast Center es una de las dos instalaciones de producción en Manhattan propiedad de Paramount Skydance Corporation, la otra son los estudios de MTV ubicados en la sede de la compañía en One Astor Plaza.

## Descripción
La instalación de casi una cuadra de largo en 524 West 57th Street en la sección Hell's Kitchen de Manhattan sirve como la sede de CBS News y el canal de noticias de transmisión en vivo de CBSN, y es la principal instalación de transmisión de CBS News, CBS Sports, buque insignia de la ciudad de Nueva York. La estación O&O WCBS-TV y la estación independiente WLNY propiedad de CBS. En 2001, BET usó previamente estudios para 106 & Park y otros programas en el estudio (tanto BET como CBS formaron parte de Viacom hasta su separación en 2006 por la división de Viacom/CBS, pero se volvieron a fusionar en 2019). Inside Edition, la revista de noticias sindicada a nivel nacional de CBS Media Ventures, también se graba en el Broadcast Center.
El Broadcast Center es también la base de producción de CBS News Radio. El control maestro de la red (también conocido como control central) en el primer piso también sirve como centro de enrutamiento para otra programación distribuida por Westwood One (anteriormente Dial Global). La estación insignia de la cadena de radio, WCBS (AM), estuvo ubicada en el Broadcast Center desde 2000 (trasladarse de Black Rock, la sede corporativa de CBS en 51 West 52nd Street) hasta 2011, cuando se reubicó en 345 Hudson Street en el bajo Manhattan, facturado en el aire como "El centro de transmisión de Audacy Hudson Square".
Además del Broadcast Center, CBS tiene otro estudio importante en Manhattan: el Teatro Ed Sullivan (CBS-TV Studio 50) en Broadway nº 1697 , donde se emite The Late Show con Stephen Colbert. Desde el edificio de General Motors (CBS-TV Studio 58), en la Quinta Avenida y la calle 58, se estuvo realizando The Early Show hasta el 31 de diciembre de 2011. El sucesor ' The Early Show, la segunda encarnación de CBS This Morning (predecesor de CBS Mornings), se estrenó en el recién construido Studio 57 en el Broadcast Center el 9 de enero de 2012.
CBS Evening News se mudó a Studio 57 desde Studio 47 (anteriormente compartía espacio con la redacción de CBS News) en diciembre de 2016. Se mudó de Nueva York en diciembre de 2019, ya que la nueva presentadora Norah O'Donnell tendrá su sede en Washington D. C. ViacomCBS anunció en mayo de 2021 que CBS This Morning abandonaría el Broadcast Center para los MTV Studios. El movimiento se completó el 7 de septiembre de 2021, cuando CBS This Morning cambió su nombre a CBS Mornings.

## Historia

### Historia temprana
El Centro se inauguró como el Centro de producción de CBS a fines de la década de 1950, cuando las instalaciones de control maestro, películas y cintas de video de la cadena y cuatro estudios estaban ubicados en el edificio Grand Central Terminal.
El edificio en el que se encuentra el Centro de Transmisión sirvió anteriormente como depósito de productos lácteos para Sheffield Farms. CBS compró el sitio en 1952 y comenzó a usarlo regularmente para televisión en 1963. La cadena de radio, con oficinas en 1 East 53rd Street y estudios en 49 East 52nd Street, cerca de la antigua sede corporativa de CBS en 485 Madison Avenue, se mudó al Broadcast Center en julio de 1964, mientras que el control maestro de la cadena de televisión se mudó de Grand Central al Broadcast Center a finales de 1964. La empresa invirtió 14,5 millones de dólares para crear lo que era, en ese momento, "el centro de producción de radio y televisión 'autónomo' más grande de los Estados Unidos y la planta de transmisión más moderna de su tipo en el mundo", según el New York Tribune en 1961.
Desde la década de 1950 hasta la de 1970, otro escenario destacado de CBS en Nueva York fue Studio 52 (ahora el disco-teatro Studio 54) en 254 West 54th Street, a la vuelta de la esquina de Studio 50. CBS también arrendó los estudios Himan Brown en 221 West 26th Street, ahora Chelsea Studios, para varios espectáculos en las décadas de 1960, 1970 y 1980.

### CBS Broadcast Center y telenovelas
Hasta enero de 2000, en el Broadcast Center se rodaba la telenovela de CBS-TV As the World Turns, que se trasladó a JC Studios en Brooklyn. Las series anteriores Love of Life, Search for Tomorrow, Love is a Many Splendored Thing, Secret Storm y Where the Heart Is también se produjeron en el Broadcast Center.
Después de una ausencia de 37 años, Guiding Light regresó al Broadcast Center en septiembre de 2005, después de 17 años en los estudios EUE/Screen Gems, 222 East 44th Street y 20 años en los estudios CBS/Himan Brown en 221 West 26th Street. El programa se produjo en Studio 45 en CBS Broadcast Center de 1965 a 1968 antes de mudarse a West 26th Street. GL usó los estudios 42 y 45 hasta su transmisión final el 18 de septiembre de 2009.

### Desde el Centro de Transmisión ABC.
En 1996, Brillstein-Grey Entertainment produjo The Dana Carvey Show en el Broadcast Center para ABC. Como un golpe a CBS (la competencia de ABC), los créditos iniciales del programa tenían a alguien con una versión en papel del logotipo de ABC en una escalera fuera del Centro de transmisión que cubría el logotipo de CBS Eye mientras el locutor proclamaba. 

### Historia reciente
A principios de 2012, se anunció que The Nate Berkus Show no se renovaría. Después de unos meses se anunció que el programa de entrevistas de Anderson Cooper se mudaría al Studio 42 dejando su sede anterior, en el Time Warner Center.
También en 2012, CBS adquirió WLNY-TV (canal 55, canal de cable 10) con licencia de Riverhead, Long Island, estableciendo un duopolio con WCBS-TV. Después de la fusión, CBS trasladó a los empleados de esa estación al CBS Broadcast Center, y su antigua instalación de Melville se mantuvo como las oficinas de la oficina de WCBS / WLNY Long Island. WLNY actualmente transmite un programa de Broadcast Center: un noticiero de las 9 pm con el personal de noticias de WCBS de Broadcast Center. Live from the Couch, un programa matutino que se transmite en paralelo a CBS This Morning en WCBS, se transmitió en WLNY desde 2012 hasta principios de 2014, cuando se canceló debido a los bajos índices de audiencia.
El programa de sátira de HBO Last Week Tonight with John Oliver, el programa de entrevistas de Showtime Desus & Mero también se graban en el Broadcast Center. El programa de sátira de noticias de TBS Full Frontal con Samantha Bee grabado desde el Broadcast Center desde su estreno en 2016 hasta la pandemia, antes de pasar a grabar en casa durante varios meses. Después de eso, el último programa se mudó a Connecticut y a un estudio más pequeño sin público.
El 12 de marzo de 2020, un día después de que la COVID-19 fuera declarada pandemia, el CBS Broadcast Center se cerró para su desinfección después de que dos empleados dieran positivo en la prueba de la COVID-19. KCBS-TV asumió la producción de noticieros de WCBS, mientras que CBS This Morning se trasladó al estudio de CBS News en Washington (utilizado para CBS Evening News desde diciembre). El Broadcast Center reabrió de forma limitada el 14 de marzo de 2020, comenzando con la edición del sábado de CBS This Morning from Studio 57; el 18 de marzo, ViacomCBS anunció que sus operaciones volverían a trasladarse temporalmente desde el Broadcast Center, con CBS This Morning moviéndose al set de The Late Show con Stephen Colbert en el Teatro Ed Sullivan y KCBS-TV nuevamente produciendo Noticieros de WCBS-TV. Desde el 20 de marzo, los noticieros de WCBS-TV se han presentado desde los estudios de la emisora YES Network de los New York Yankees y los Brooklyn Nets en Stamford, Connecticut, antes de regresar nuevamente al Broadcast Center, comenzando el 17 de abril con el noticiero matutino. En la transmisión del 21 de junio de 2020 de 60 in 6, Seth Doane cubrió parcialmente la exposición del Broadcast Center a COVID-19 en un artículo titulado CBS News Battles COVID-19. El artículo menciona que CBS News trajo personal, incluidos los ubicados en Seattle y Roma, a principios de marzo de 2020 para comenzar a filmar material promocional para 60 in 6, lo que puso a las personas positivas de COVID-19 en contacto cercano con los empleados de CBS, lo que resultó en el cierre del centro de transmisión de CBS.

## Estudios
- 33: 60 Minutos, antigua casa de The CBS Evening News con Walter Cronkite
- 41: El show de Drew Barrymore
- 42: La semana pasada esta noche con John Oliver / Real Sports con Bryant Gumbel [15]
- 43: CBS Sports / CBS Sports Network (coproducciones de CBS de la cobertura de NCAA March Madness con Turner Sports)
- 44: Red de deportes CBS
- 45: CBS Sports (principalmente Paramount+) / Inside Edition
- 46: WCBS-TV y WLNY
- 47: Noticias de fin de semana de CBS (domingo)
- 57: CBS News Streaming Network y CBS Morning News
- 57 Sala de prensa: CBS News Streaming Network